# Mitsubishi Ki-15
Le Mitsubishi Ki-15 /C5M Karigane (oie sauvage) appelé « babs » par les alliés est un avion de reconnaissance japonais utilisé au début de la Seconde Guerre mondiale.
Le Ki-15 fut employé dans des missions de reconnaissance, mais aussi de bombardement léger et de soutien aux troupes au sol et se comporta honorablement jusqu'à sa relégation à l'instruction à la fin de 1942.

## Conception et développement
L'appareil, monoplan à ailes basses train fixe et moteur en étoile se fit connaître en avril 1937 en effectuant un raid Tachikawa-Londres de 15 353 kilomètres en 51 h 17 minutes, aussitôt il intéressa à la fois la marine et l'armée (chose rare) et fut mis en production en mai sous la désignation de Ki-15-I pour l'armée et C5M-1 pour la marine. 489 exemplaires en trois versions avec des moteurs allant de 750 à 950 ch furent produits, le dernier en décembre 1941.

## Record et autres usage civil
Malgré un faible moteur, le Ki-15 était remarquablement rapide. Lors d'un vol d'essai, le journal Asahi Shinbun a obtenu la permission d'acheter le deuxième prototype. L'avion a reçu la désignation Karigane (oie sauvage) le 19 mars 1937 avant d'être nommé Kamikaze et enregistré comme J-BAAI. 
Il a été le premier avion construit au Japon à s'envoler pour l'Europe et à faire sensation en 1937 en faisant le vol entre Tokyo et Londres pour le couronnement du roi George VI et la reine Elizabeth entre le 6 avril 1937 et 9 avril 1937 avec un temps de vol de 51 heures, 17 minutes et 23 secondes. 
Un record du monde à l'époque. Après ce succès mondial, un petit nombre de Ki-15 ont été vendus à des clients civils.

## Histoire opérationnelle
Le Ki-15-I a été presque immédiatement mis en service opérationnel au début de la guerre avec la Chine en 1937. L'avion s'est avéré utile dans la première période de la Seconde Guerre sino-japonaise et a effectué des missions en profondeur dans les zones stratégiques chinoise. Sa grande vitesse a donné un net avantage jusqu'à ce que la force aérienne chinoise ait acquis l'avion de combat soviétique Polikarpov I-16. Cet avion a été utilisé pour le bombardement léger, l'appui rapproché et la reconnaissance photographique avant d'être finalement remplacé par le Mitsubishi Ki-30. En juillet 1940, une quarantaine Ki-15 fût fourni à l'aviation du Mandchoukuo et dont les derniers exemplaires servirent lors de l'offensive russe de la Mandchourie en août 1945 !

## Variantes
- Karigane I (version prototype à usage civil)
- Ki-15-I (Army Type 97 Command Reconnaissance Plane Model 1) (version de production initiale de l'armée japonaise avec un moteur Nakajima Ha-8 (Type Armée 94))
- Ki-15-II (Army Type 97 Command Reconnaissance Plane Model 2) (version améliorée avec un moteur Mitsubishi plus petit et plus puissant)
- Ki-15-III (projet de version améliorée mais n'est pas entré en phase de production)
- C5M1 (Navy Type 98 Reconnaissance Plane Model I) (version améliorée du Ki-15-I pour la marine japonaise)
- C5M2 (Navy Type 98 Reconnaissance Plane Model 2) (version améliorée du C5M1 avec un moteur plus puissant pour la marine japonaise)